# Derwentia formosa
Derwentia formosa là một loài thực vật có hoa trong họ Mã đề. Loài này được (R.Br.) Bayly mô tả khoa học đầu tiên năm 2006.